# Pierre Rapsat
Pour les articles homonymes, voir Raepsaet.
 (octobre 2013).
Si vous disposez d'ouvrages ou d'articles de référence ou si vous connaissez des sites web de qualité traitant du thème abordé ici, merci de compléter l'article en donnant les références utiles à sa vérifiabilité et en les liant à la section « Notes et références ».
Pierre Rapsat, né Pierre Julie Guillaume Raepsaet à Ixelles (Bruxelles) le 28 mai 1948 et mort à Verviers (Belgique) le 20 avril 2002, est un auteur-compositeur-interprète belge.

## Biographie
Pierre Rapsat est né d'un père belge francophone et d'une mère dont les parents étaient des réfugiés asturiens, natifs de Mieres, lors de la guerre civile espagnole, ce qui lui a inspiré les chansons Adéu (inspirée d'un village catalan El port de la Selva où il se rendait régulièrement en vacances) et Aurore (inspirée par sa grand-mère maternelle espagnole).
À l'âge de dix ans, ses parents s'installent à Verviers, qui sera sa ville d'adoption jusqu'à sa mort en 2002.
Après avoir joué dans différents groupes (Les Tricheurs, Les Ducs, Laurelie, Jenghiz Khan), il entame une carrière en solo en 1973. Son style, oscillant entre rock et chanson française, ne lui permet guère de percer. Rapsat s'obstine cependant, travaille ses textes et sa musique, sort album sur album.[réf. nécessaire]

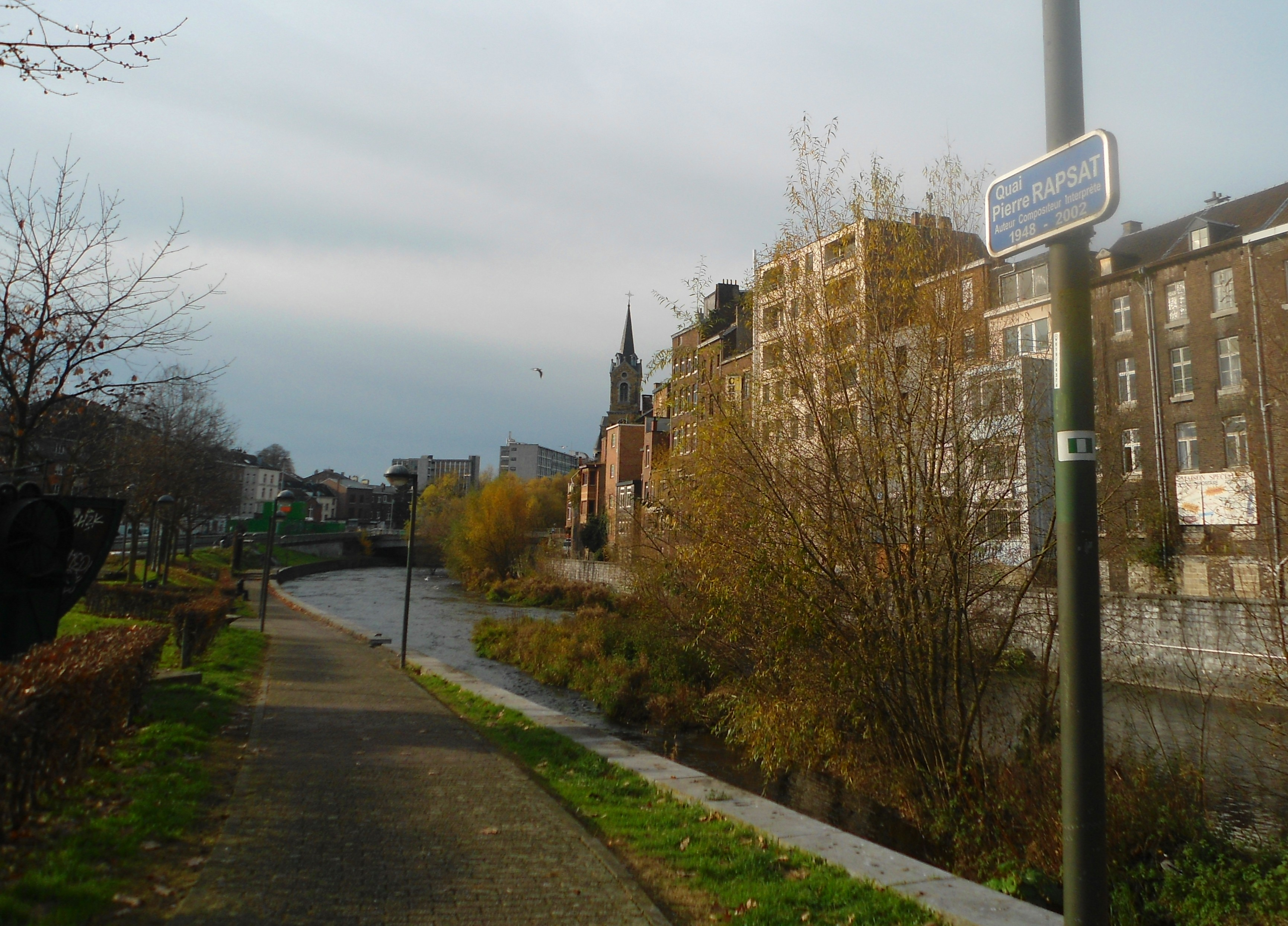
Quai Pierre Rapsat à Verviers

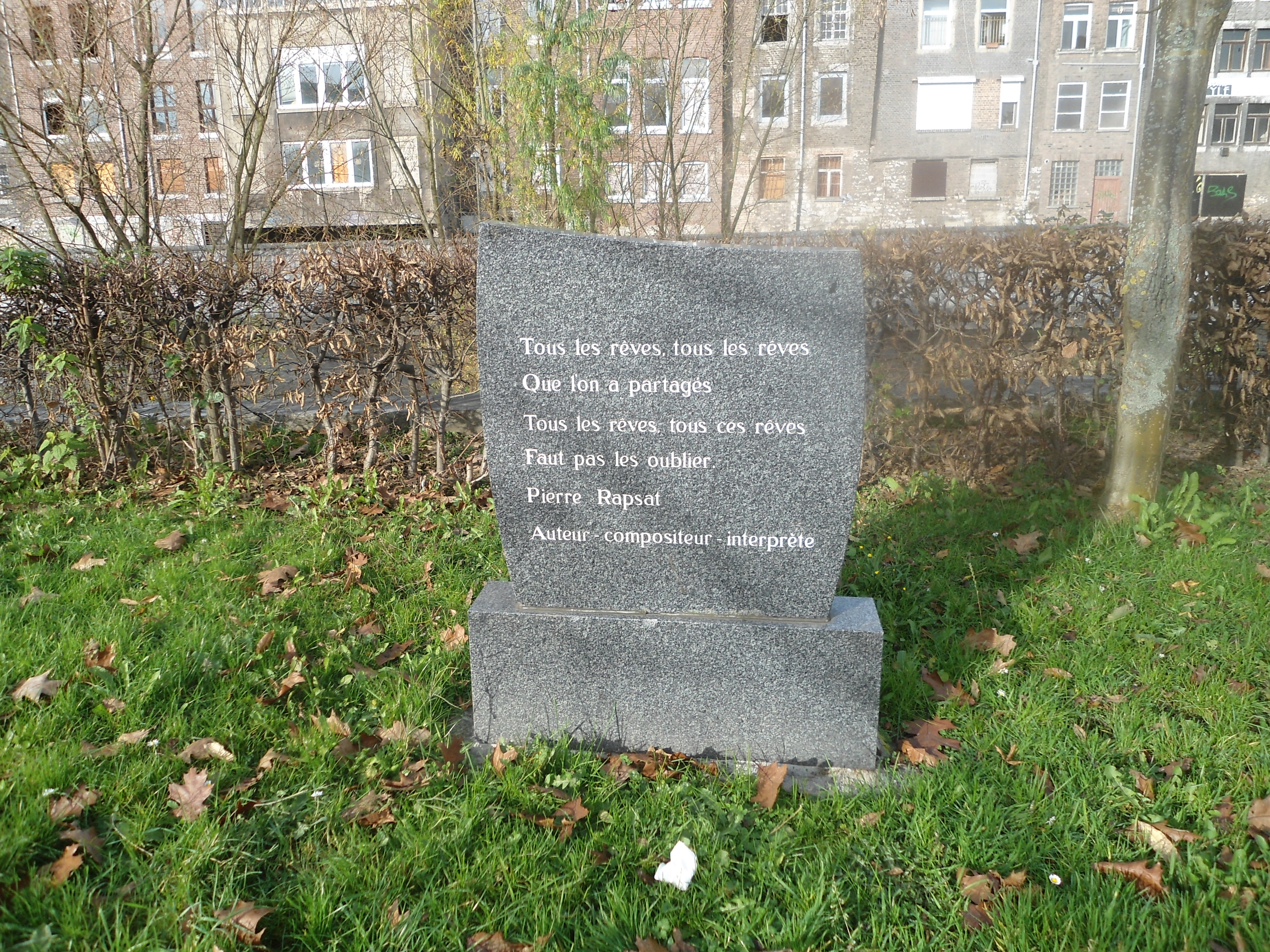
Stèle Pierre Rapsat à Verviers

En 1976, il représente la Belgique au Concours Eurovision de la chanson à La Haye avec Judy & Cie et termine à la huitième place. En 1982, avec 30 000 exemplaires vendus, l'album Lâchez les fauves, est son premier grand succès en Belgique francophone[réf. nécessaire]. Infatigable bête de scène, Pierre Rapsat est partout, y compris aux Fêtes de Wallonie. Sa première tournée française est catastrophique, jusqu'à son passage à Bordeaux dans le cadre de la fête annuelle de l'école supérieure de commerce, qui est programmée alors par Christian Brunet, ce sera son premier triomphe sur une scène française. Le succès se confirme avec Ligne claire et J'aime ça.[réf. nécessaire]
En 1984, Pierre Rapsat présente deux spectacles en plein-air avec son groupe Transfert sur les scènes du Festival d'été de Québec. Le premier sur la place de l'Hôtel de ville (une captation est alors réalisée par la Société Radio-Canada et diffusée dans l'année qui suit) et le second au Pigeonnier. Il explique alors surpris, que son succès du moment (son premier) au Québec est la chanson Sujet Tabou de l'album Lachez les fauves, alors qu'en Europe celle-ci est beaucoup moins populaire[réf. nécessaire]. Alors que Rapsat est relativement présent sur les ondes québécoises, il demeure pourtant pour un temps difficile pour ses fans québécois de trouver ses disques en magasin (sauf via importation spéciale). Ligne claire lui confirme une brève reconnaissance au Québec en automne 1984, alors que la chanson Décalage Horaire est jouée régulièrement à la radio, probablement parce qu'il y mentionne Montréal. En 1986, il donne son premier concert à Forest National. Suivra une période moins inspirée, et il faudra attendre 2001 pour que la renommée de Pierre Rapsat dépasse les frontières de la Belgique francophone[réf. nécessaire]. Sorti en 2001, l'album « Dazibao », qui reçoit un accueil très positif en Belgique, mais aussi en France, est celui de la véritable consécration[réf. nécessaire]. La même année, l'album "Le vent se lève", du chanteur Curt Close signé chez Warner France et classé au Top 50 français, sort dans la francophonie, avec plusieurs cosignatures de Pierre Rapsat. Il goûtera fort peu le bonheur de ce succès : atteint d'un cancer, il meurt le 20 avril 2002 à l'âge de 53 ans. Il est inhumé à Ensival.

## Distinctions et hommages
En 2002, le Prix Québec/Wallonie-Bruxelles créé en 1984 est renommé le prix Rapsat-Lelièvre en hommage à Pierre Rapsat (dont il est le premier récipiendaire en 1984) et Sylvain Lelièvre, deux artistes talentueux décédés à quelques jours d'intervalle.
En 2007, il est élu "octave d'honneur" pour les Octaves de la musique en l'honneur de sa riche carrière.
En 2022, année anniversaire des vingt ans de sa mort, il reçoit à titre posthume la médaille de chevalier de l'ordre de la Pléiade à Spa et le titre de commandeur du Mérite wallon.
L'École communale de Verviers a été dénommée « Pierre Rapsat » .